# جیوکو شی
رود جیوچو شی (به انگلیسی: Jiuqu Xi) (ترجمه واژه‌به‌واژه: Nine-bend River؛ همچنین رود جیوچو) از کوه‌های وویی یا ووییشان (Wǔyí Shān) سرچشمه می‌گیرد. این کوه‌ها که در اسناد غربی اولیه با نام تپه‌های بوها شناخته می‌شدند، در منطقه اداری نانپینگ در شمال فوجیان، نزدیک مرز جیانگژی، چین قرار دارند. این منطقه به دلیل داشتن پناهگاه (زیست‌شناسی جمعیت) برای چندین گونه نادر و بوم‌زادی گیاهی، دره‌های رودخانه‌ای، و وفور معابد و محوطه‌های باستان‌شناسی دارای اهمیت، شهرت جهانی یافته و عنوان میراث جهانی را کسب کرده است.
رود جیوچو شی حدود ۶۰ کیلومتر طول دارد و در میان تنگه‌ای عمیق در این تپه‌ها پیچ و تاب می‌خورد. در بیشتر نقاط، این رودخانه آرام و کم‌عمق است و تنها قایق‌های کوچک مانند قایق‌های پارویی و کانو می‌توانند در آن حرکت کنند. بااین‌حال، در نقطه‌ای از مسیر خود، رودخانه به عرض چند متر کاهش می‌یابد اما عمقی برابر با ۸۰ متر (۲۶۰ فوت) دارد.